# 1943 v letectví
Tento článek obsahuje seznam událostí souvisejících s letectvím, které proběhly roku 1943.

## Události

### Leden
- 27. ledna – USAAF provádějí první denní nálet na Německo
- 30. ledna – Mosquita Royal Air Force provádějí první denní nálet na Berlín
- 30.–31. ledna – na bombardérech RAF je poprvé k navigaci použit radar H2S.

### Duben
- 16.–17. dubna – Operace Frothblower – 327 bombardérů RAF útočilo na plzeňskou Škodovku, ale omylem bombardovalo Dobřany
- 18. dubna – Operace Vengeance – japonský admirál Isoroku Jamamoto zahynul, když byl jeho Micubiši G4M sestřelen Lighningy USAAF nad ostrovem Bougainville

### Květen
- 13.–14. května – Nálet na Plzeň – 168 bombardérů RAF útočilo na plzeňskou Škodovku, většina pum dopadlo na ves Radčice a okolí
- 16.–17. května – Operace Chastise – speciálně upravené Lancastery 617. perutě RAF (Dambusters) bombardují německé přehrady v Porúří

### Srpen
- 1. srpna – Liberatory USAAF vzlétající z Libye bombardují rumunské rafinerie v Ploieşti
- 17. srpna – 59 bombardérů USAAF je ztraceno při náletech na Řezno a Schweinfurt
- 17.–18. srpna – bombardéry RAF útočí na německé raketové výzkumné středisko v Peenemünde

### Září
- 9. září – italská bitevní loď Roma je potopena dvěma rádiem ovládanými kluzákovými bombami Fritz X

## První lety
- Nakadžima Ki-84
- Waco CG-13

### Leden
- 9. ledna – Lockheed Constellation, prototyp NX67900
- 15. ledna – Vultee XP-54 Swoose Goose

### Únor
- 4. února – Bristol Buckingham

### Březen
- 5. března – Gloster Meteor, prototyp DG206
- 19. března – Boeing XB-38

### Duben
- 8. dubna – Douglas XSB2D-1

### Květen
- 15. května – Nakadžima C6N

### Červen
- 15. června – Arado Ar 234 V1 GK+IV

### Červenec
- 9. července – Curtiss XP-55 Ascender
- 21. července – Curtiss XP-62

### Srpen
- 7. srpna – Iljušin Il-6
- 18. srpna – Sikorsky H-5

### Září
- 20. září – de Havilland Vampire, prototyp LZ548
- 22. září – DFS 228
- 30. září – Northrop XP-56 Black Bullet

### Říjen
- Jokosuka P1Y
- 1. října – Junkers Ju 352
- 20. října – Junkers Ju 390
- 23. října – Vickers Windsor
- 26. října – Dornier Do 335 V1 CP+UA

### Listopad
- Aiči M6A Serian

### Prosinec
- 2. prosince – Grumman XF7F